# 성주군의 향토문화유산
성주군의 향토문화유산은  다음 각 호의 어느 하나에 해당하는 것을 말한다.
1. 「문화재 보호법」(이하 “법”이라 한다)에 따라 문화재로 지정·등록되지 아니한 것으로서 성주의 역사와 예술, 학술상 가치가 있는 것과 이에 준하는 유·무형의 자료
2. 지역 문화재로서 보존가치가 있는 것으로 기대되는 유산
3. 그 밖에 지역의 전통문화 등을 연구하는데 필요한 자료

## 참고 문헌
- 양산시 홈페이지 - 고시, 공고, 입법예고 보관됨 2020-02-03 - 웨이백 머신